# Желтухинский район
Желтухинский район — территориально-административная единица РСФСР, существовавшая с 1935 по 1956 год.
Желтухинский район был образован 21 февраля 1935 года в составе Московской области.
В состав района вошли следующие сельсоветы, выделенные из Ряжского района: Боровский, Гореловский, Городецкий, Желтухинский, Иваньковский, Кузьминский-1, Кузьминский 2-й, Куровщинский, Кучуковский, Лебяжинский, Летовский, Лыковский, Марчуковский 2-й, Набережковский, Нагорновский, Наумовский, Новобарковский, Полянский, Пышкинский, Рановский, Салтыковский, Хмелевский и Шелемишевский.
26 сентября 1937 года Желтухинский район был передан в Рязанскую область.
В 1956 году Желтухинский район был упразднён.